# 鵜之木站
鵜之木站（日语：／ Unoki eki */?）是一個位於東京都大田區鵜之木二丁目，屬於東急電鐵東急多摩川線的鐵路車站。車站編號是TM03。

## 年表
- 1924年（大正13年）2月29日 - 目黑蒲田鐵道目蒲線鵜之木站（日语：鵜の木駅）啟用[3]。
- 1939年（昭和14年）10月16日 - 公司合併，成為東京橫濱電鐵車站。
- 1942年（昭和17年）5月26日 - 成為東京急行電鐵車站。
- 1966年（昭和42年）1月20日 - 車站改稱鵜之木站（日语：鵜の木駅）[1]。
- 2000年（平成12年）8月6日 - 目蒲線分割成目黑線及多摩川線，車站改屬多摩川線之一部份。站房進行改建與無障礙設施工程。
- 2010年（平成22年）9月30日 - 商店toks（日语：toks）閉店。

## 構造
本站為相對式月台2面2線地面車站。上下線有獨立檢票口，兩月台不連通。廁所設於1號線。
月台有效長度僅能停靠三輛編組，在運行四輛編組的目蒲線時代，目黑方向的最後一輛車廂不開車門。東急多摩川線開始一人控制後將車輛改為三輛編組。
| 月台 | 路線         | 方向 | 目的地           |
| ---- | ------------ | ---- | ---------------- |
| 1    | 東急多摩川線 | 下行 | 下丸子、蒲田方向 |
| 2    | 東急多摩川線 | 上行 | 多摩川方向       |

（來源：東急電鐵:車站構內圖 （页面存档备份，存于））

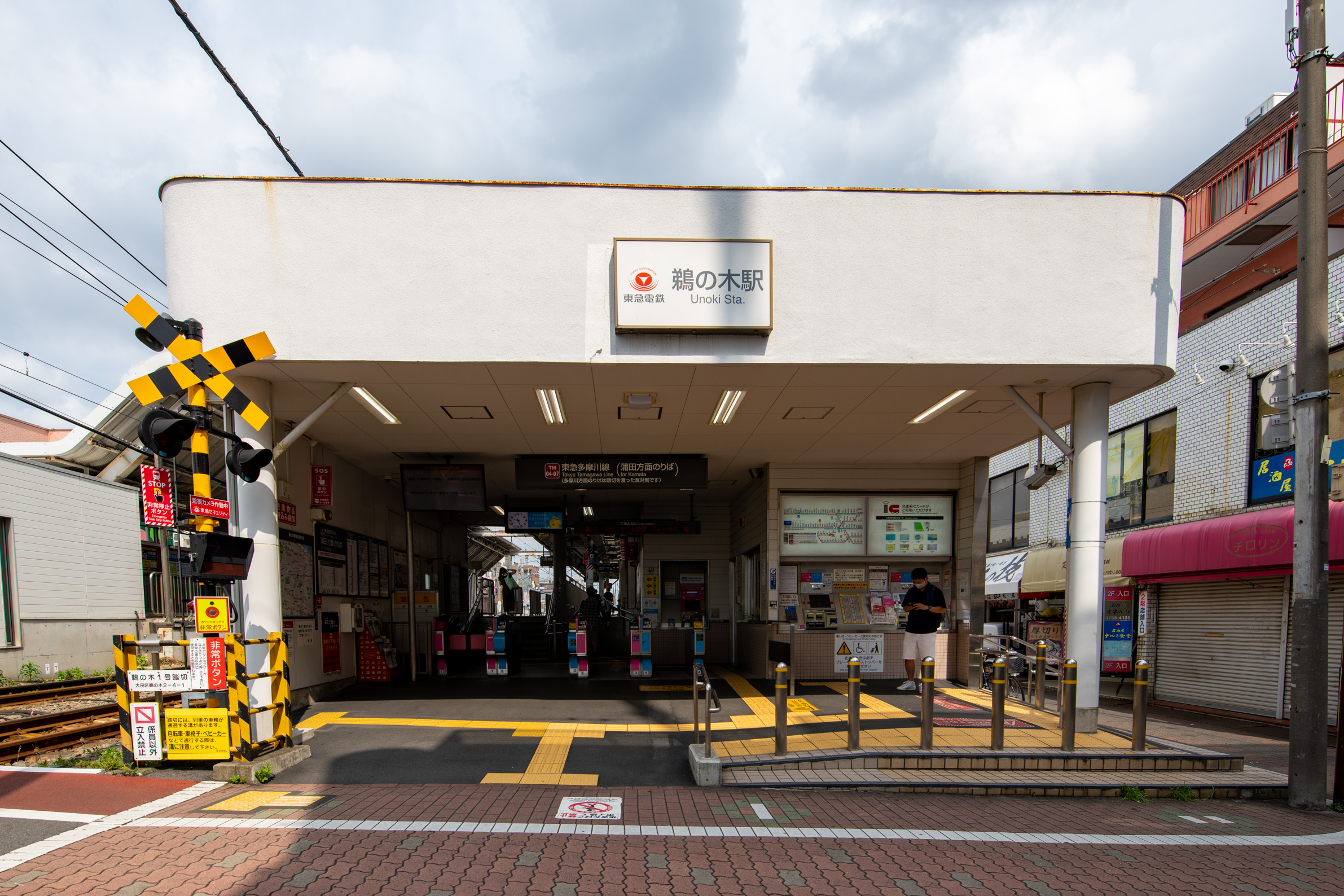
蒲田方向月台車站外觀 （2021年8月29日）
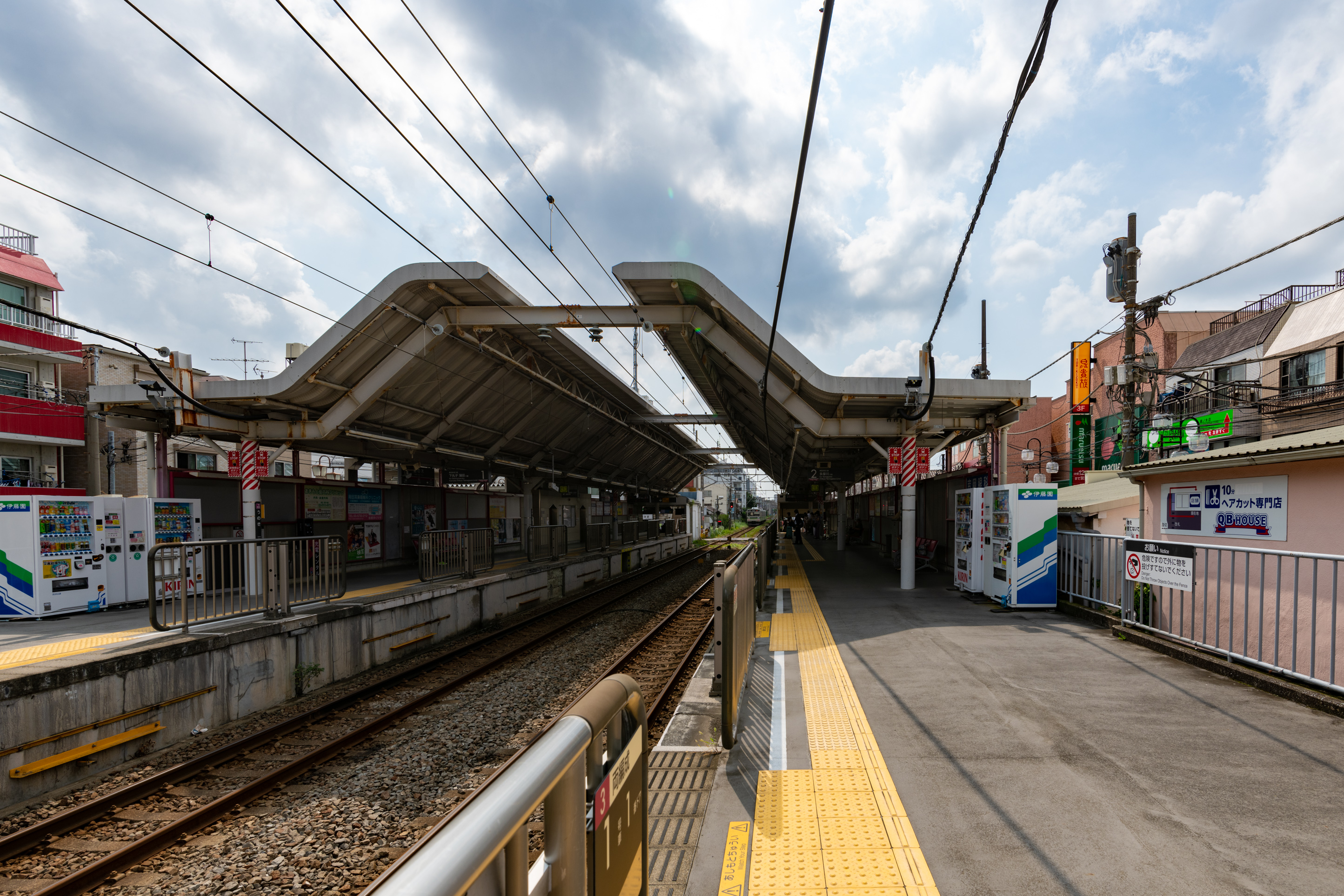
月台（2021年8月29日）
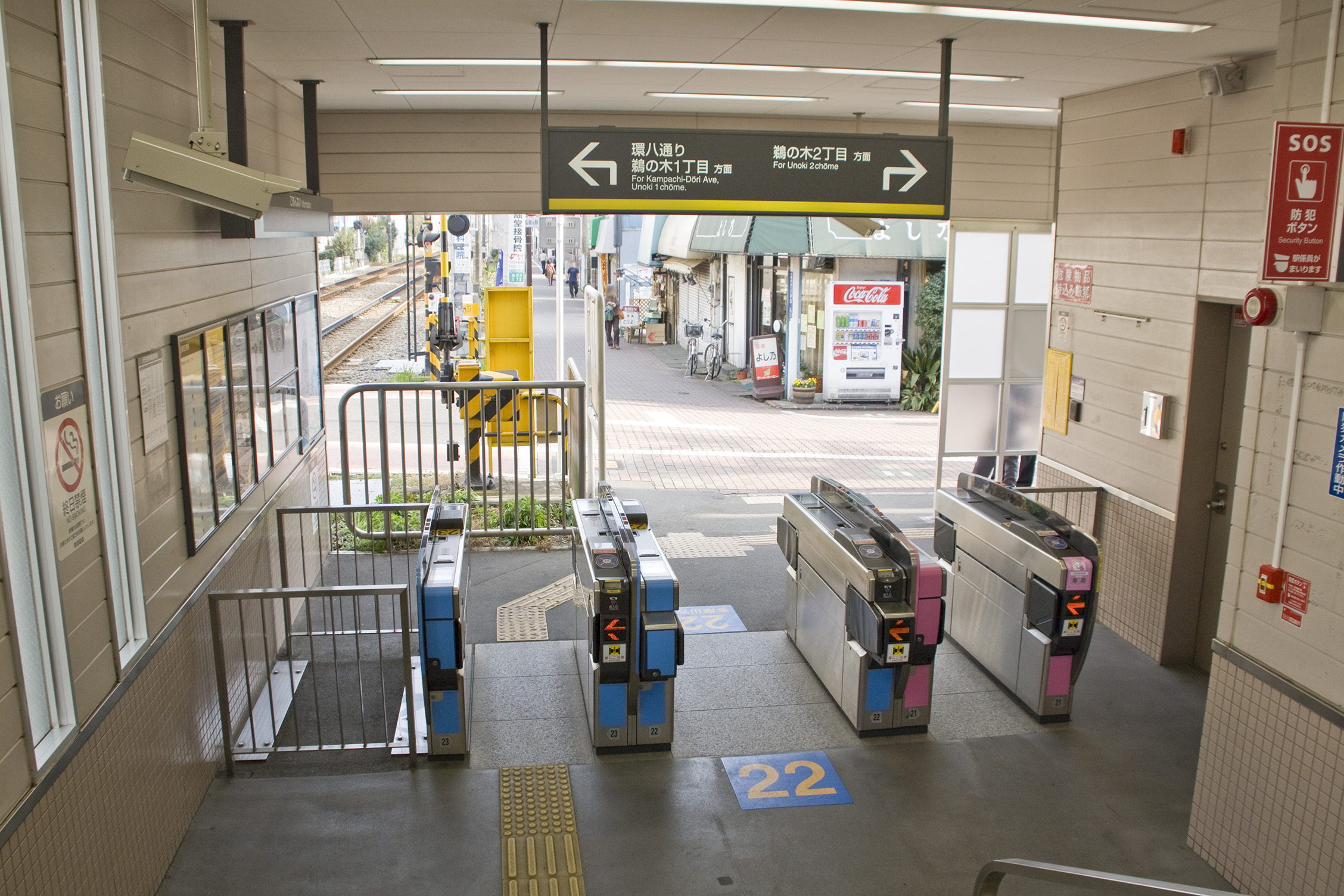
多摩川方向月台閘口 （2009年2月14日）
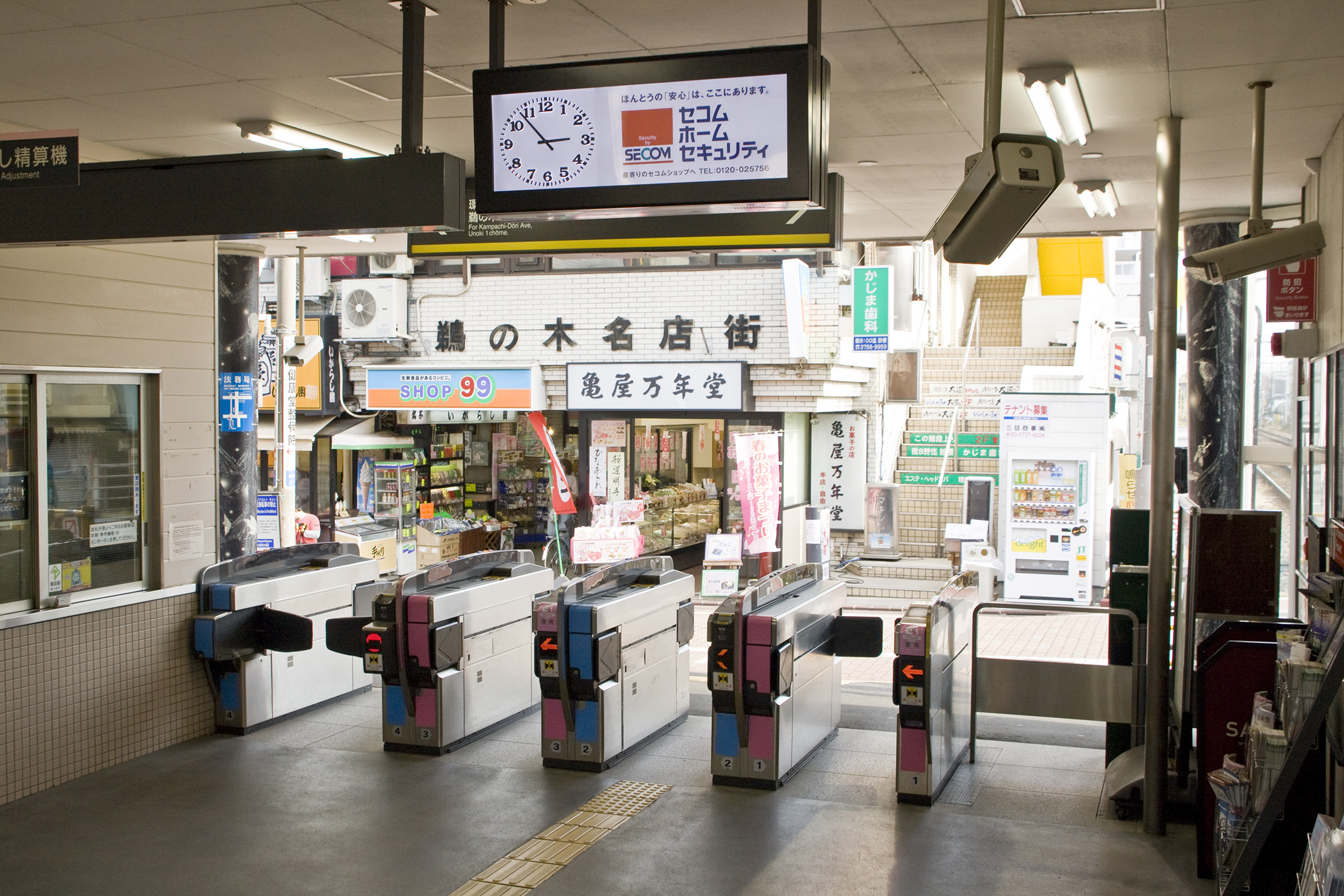
蒲田方面月台閘口 （2009年2月14日）

## 使用情況
2017年平均每天上下車人次有20,059人。
近年1日平均上下車人次、上車人次如下表。
| 年度               | 1日平均 上下車人次 | 1日平均 上車人次 | 來源     |
| ------------------ | ------------------ | ---------------- | -------- |
| 1990年（平成02年） |                    | 9,877            | [ * 1 ]  |
| 1991年（平成03年） |                    | 10,046           | [ * 2 ]  |
| 1992年（平成04年） |                    | 9,888            | [ * 3 ]  |
| 1993年（平成05年） |                    | 9,756            | [ * 4 ]  |
| 1994年（平成06年） |                    | 9,405            | [ * 5 ]  |
| 1995年（平成07年） |                    | 9,238            | [ * 6 ]  |
| 1996年（平成08年） |                    | 9,101            | [ * 7 ]  |
| 1997年（平成09年） |                    | 9,145            | [ * 8 ]  |
| 1998年（平成10年） |                    | 9,140            | [ * 9 ]  |
| 1999年（平成11年） |                    | 9,443            | [ * 10 ] |
| 2000年（平成12年） |                    | 9,367            | [ * 11 ] |
| 2001年（平成13年） |                    | 9,392            | [ * 12 ] |
| 2002年（平成14年） |                    | 9,414            | [ * 13 ] |
| 2003年（平成15年） | 18,600             | 9,413            | [ * 14 ] |
| 2004年（平成16年） | 18,784             | 9,471            | [ * 15 ] |
| 2005年（平成17年） | 18,880             | 9,459            | [ * 16 ] |
| 2006年（平成18年） | 18,626             | 9,359            | [ * 17 ] |
| 2007年（平成19年） | 18,469             | 9,314            | [ * 18 ] |
| 2008年（平成20年） | 18,791             | 9,463            | [ * 19 ] |
| 2009年（平成21年） | 18,447             | 9,282            | [ * 20 ] |
| 2010年（平成22年） | 18,256             |                  | [ * 21 ] |
| 2011年（平成23年） | 17,900             |                  | [ * 22 ] |
| 2012年（平成24年） | 18,163             |                  | [ * 23 ] |
| 2013年（平成25年） | 18,498             |                  | [ * 24 ] |
| 2014年（平成26年） | 18,830             |                  | [ * 25 ] |
| 2015年（平成27年） | 19,498             |                  | [ * 26 ] |
| 2016年（平成28年） | 19,798             | 9,948            | [ * 27 ] |
| 2017年（平成29年） | 20,059             |                  |          |

## 周邊
- 大田鵜之木郵便局
- 多摩堤通（日语：東京都道11号大田調布線）
- 大田區役所（日语：大田区役所）鵜之木特別出張所
- 東京法務局（日语：東京法務局）城南出張所
- 東京高等學校（日语：東京高等学校）
- Park House多摩川（日语：パークハウス多摩川）
- 鵜之木商店街（日语：鵜の木商店街）
- 鵜之木松山公園

## 相鄰車站
東急電鐵
 東急多摩川線
沼部（TM02）－鵜之木（TM03）－下丸子（TM04）

## 外部連結
- 鵜之木（各站資訊） - 東急電鐵（日語）